# Безумный день (фильм-балет)
Безумный день — телевизионный балет хореографа Бориса Эйфмана и режиссёра Виктора Окунцова по мотивам комедии Пьера де Бомарше «Безумный день, или Женитьба Фигаро» на музыку  Джоаккино Россини в обработке Тимура Когана. Снят на студии «Лентелефильм» в 1983 году.

## Сюжет
Сюжет комедии Бомарше воплощён в стиле танцевальной буффонады. Фигаро, камердинер графа Альмавива, дурачит своего хозяина, помогает его супруге, подтрунивает над Марцелиной, женится на Сюзанне и всё приводит к счастливому концу.

## Исполнители
- Граф Альмавива — Валерий Михайловский
- Графиня — Валентина Морозова
- Фигаро, камердинер графа — Сергей Фокин
- Сюзанна, камеристка графини, невеста Фигаро — Валентина Ганибалова
- Керубино, паж графини — Кирилл Матвеев
- Марцелина, ключница — Илья Пьянцев
- Бартоло, сельский врач — Николай Козлов
- Судья — Р. Бичурин
- Садовник — В. Кругликов

## Авторы и создатели фильма
- Либретто, хореография и постановка — Борис Эйфман
- Режиссёр — Виктор Окунцов
- Оператор — П. Засядко
- Декорации — Б. Коротеев
- Художник по костюмам — Лариса Луконина
- Художник-мультипликатор — С. Исакова
- Звукооператор — Е. Порфирьева
- Ассистент режиссёра — Е. Попова
- Ассистент оператора — К. Виноградов
- Монтаж — Г. Сайдаковский
- Редактор — Д. Петлина
- Директор фильма — О. Крахмалёва